# British Journal of Sociology
Le British Journal of Sociology est un journal universitaire à comité de lecture créé en 1950 à la London School of Economics. Il incarne le courant principal de la pensée et de la recherche sociologiques anglo-saxonnes. Il publie des articles sur tous les aspects de la discipline, rédigés par des universitaires du monde entier. 
La revue est considérée comme faisant partie des « revues chefs de file dans leur domaine ». Il s'agit de l'une des trois principales revues de sociologie au Royaume-Uni, aux côtés de Sociology et de The Sociological Review. 

## Historique
Les sociologues Morris Ginsberg et Thomas Humphrey Marshall en sont les principaux fondateurs. Le titre initialement prévu, The London Journal of Sociology, semble avoir été modifié par l'éditeur avant la parution du premier numéro. 
Au cours de la période 1991-1994, une controverse entre John Goldthorpe et d’autres scientifiques s'est tenue dans ses pages : elle concernait les mérites et les faiblesses de la sociologie historique actuelle. 

## Résumés et indexation
Le British Journal of Sociology est résumé et indexé dans le Social Science Citation Index. Selon le Journal Citation Reports, son facteur d’impact en 2015 est de 1,894 en 1997, ce qui le place à la 37e place sur 142 dans la catégorie "Sociologie". 
L'article le plus cité, « Class Analysis and the Reorientation of Class Theory: The Case of Persisting Differentials in Educational Attainment » de John Goldthorpe, a été cité 672 fois en date du 28 juillet 2015. 